# Ландік Володимир Іванович
Ла́ндік Воло́димир Іва́нович (нар. 27 грудня 1949, с. Часів Яр, Донецька область) — народний депутат України, член фракції Партії регіонів (з 11.2007), член Комітету з питань свободи слова та інформації (з 12.2007); 1-й заступник голови Луганського обласного відділення Партії регіонів.

## Біографія
Народився 27 грудня 1949 (с. Часів Яр, Донецька область); дружина Валентина Олександрівна (1949) — домогосподарка; син Роман (1974) — депутат Луганської міської ради /виключений з лав Партії Регіонів/, скандально відомий побиттям дівчини у ресторані.; брат Валентин Ландик (1946) — український промисловець і політик, народний депутат України, член фракції Партії регіонів (через неуважність паспортистки у братів виявилися різні прізвища).

#### Освіта
Дніпропетровський металургійний інститут (1967–1972), «ливарне виробництво», інженер-металург.

## Політична діяльність
Народний депутат України 6-го скликання з 11.2007 від Партії регіонів, № 126 в списку. На час виборів: народний депутат України, член ПР.
Народний депутат України 5-го скликання 04.2006-11.07 від Партії регіонів, № 54 в списку. На час виборів: 1-й заступник голови Луганського обласного відділення Партії регіонів, член ПР, член Комітету з питань свободи слова та інформації (з 07.2006), член фракції Партії регіонів (з 05.2006).
1972-94 — в управлінні з виконання покарань УВС Луганської області 1994-96, 1999—2005 — генеральний директор, ТОВ «Норд-сервіс» (м. Луганськ). 1996-99 — віце-президент ВАТ «Норд» (м. Донецьк).
Член Партії труда (1993-11.2000), член Партії регіонів (з 11.2000). 12.2000-11.05 — голова, з 11.2005 — заступник голови Луганського регіонального відділення Партії регіонів. Депутат Луганської міськради (1998—2006).
Під час обрання претендентів на мажоритарні посади народного депутата України від 108 виборчого округу проводив відкриту боротьбу з брудом проти обраного громадою Ю.М.Тернікова, за що Перевальська районна організація Партії Регіонів та громада Перевальщини просять Президента України В.Ф.Януковича, М.Я.Азарова та О.С.Єфремова виключити Ландіка В.І. з лав Партії Регіонів

## Інцидент з ДАІ
12 березня 2011 року після спілкування з Володимиром Ландіком працівник ДАІ Олексій Косяков отримав тілесні ушкодження. Після інциденту з даішником Володимир Ландик пообіцяв «їздити з охороною, пиздити й давити даїшників». Постраждалого інспектора Олексія Косякова у лікарні було нагороджено знаком За відзнаку в службі 2-го ступеня, та вже через кілька місяців його було звільнено «за порушення інструкцій патрулювання». Сам Володимир Ландик та його охоронець принесли свої вибачення Олексію Косякову.

## Скандал із сином
У ніч проти 5 липня 2011 року депутат Луганської міської ради Роман Ландік, син народного депутата України Володимира Ландіка, побив дівчину в луганському ресторані «Баккара». За словами свідків, коли дівчину били, персонал ресторану й охорона не рознімали, а лише намагалися вмовити депутата зупинитися. Не втрутився й ніхто з відвідувачів, хоча багато хто знімав те, що відбувається, на телефони.
7 липня щодо Ландіка-молодшого було порушено кримінальну справу за ознаками злочину передбаченого частиною 3 статті 296 (хуліганство) Кримінального кодексу. 9 липня Роман Ландік оголошений в розшук у зв'язку з відсутністю його за місцем проживання.
10 липня 2011 року ЗМІ з посиланням на джерело в міськуправлінні міліції Луганська повідомили, що депутат Луганської міськради Роман Ландік затриманий під Краснодаром (Російська Федерація).